# 玉川镇
玉川镇，是中华人民共和国陕西省西安市蓝田县一个已撤销的乡级行政区，2015年，陕西省民政厅批复同意撤销玉川镇，将其所辖行政区域划归辋川镇。